# José Dolhem
José Dolhem (n. 26 aprilie 1944, Paris, Franța – d. 16 aprilie 1988, Saint-Just-Saint-Rambert, Loire Forez Agglomération⁠(d), Franța) a fost un pilot de Formula 1. De-a lungul carierei a luat startul în 1 cursă, niciuna din pole-position. Nu a câștigat nicio cursă și nu a terminat niciodată pe podium, acumulând 0 puncte în întreaga activitate ca pilot de Formula 1.